# Xã
Une xã (Chữ Nôm : 社 ; appelée commune sous la colonisation française) est une division administrative, correspondant à une commune rurale, au Vietnam.